# Augustinópolis
Augustinópolis est une municipalité brésilienne située dans l'État du Tocantins.